# Goldener Bär

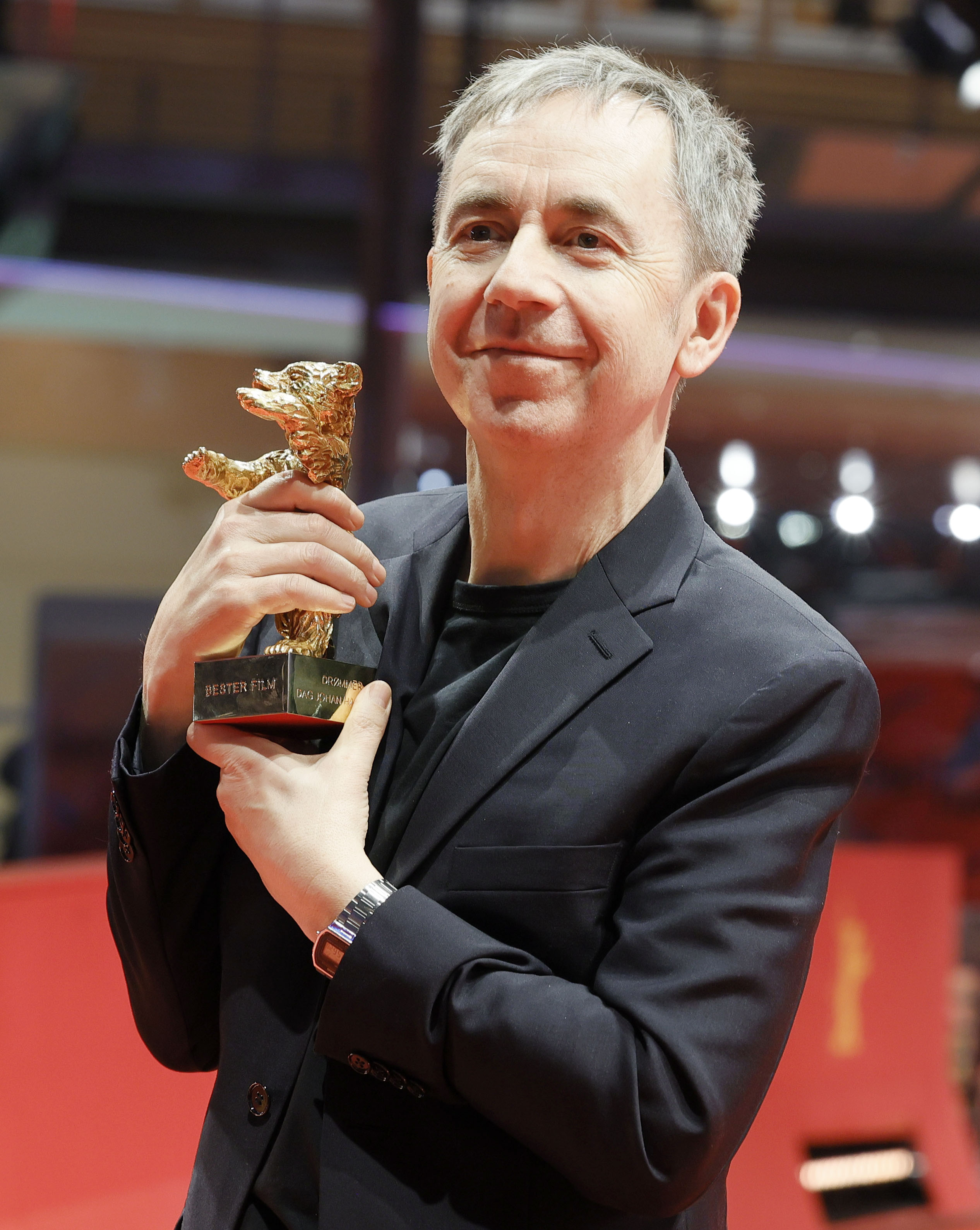
Filmemacher Dag Johan Haugerud mit der gewonnenen Trophäe für Oslo Stories: Träume (2025)

Mit dem Goldenen Bären wird bei den jährlich veranstalteten Internationalen Filmfestspielen von Berlin der beste Langfilm im internationalen Wettbewerb prämiert. Offiziell werden damit die Filmproduzenten des siegreichen Beitrags ausgezeichnet und nicht die Regisseure. Der Goldene Bär ist damit die wichtigste Auszeichnung des Festivals noch vor dem Großen Preis der Jury (Silberner Bär).
Das Motiv wurde, wie es auch beim Goldenen Löwen der Filmfestspiele von Venedig oder der Goldenen Palme der Filmfestspiele von Cannes auf die jeweilige Stadt bezogen der Fall ist, aus dem Stadtwappen Berlins entnommen. Über die Vergabe des Goldenen Bären stimmt seit 1956 eine internationale Fachjury ab, die sich meist aus Filmschaffenden zusammensetzt. Von 1951 bis 1955, als die Berlinale noch nicht vom Filmproduzentenverband FIAPF den Status eines A-Festivals erhalten hatte, wurde der Hauptpreis per Publikumsvotum vergeben.
Die Preistrophäe wurde von der deutschen Künstlerin Renée Sintenis gestaltet und wird seit 2007 auch an den besten Beitrag der Sektion Berlinale Shorts, dem internationalen Kurzfilm-Wettbewerb, vergeben.

## Preisträger

### Bester Langfilm
Am häufigsten mit dem Hauptpreis in Berlin ausgezeichnet wurden die Werke US-amerikanischer Filmregisseure (13 Siege), gefolgt von ihren Kollegen aus Frankreich (9), Großbritannien und Italien (je 7), Deutschland und Spanien (je 6). Je zweimal preisgekrönt wurden die Produzenten Walt Disney und Robert Dorfmann (beide jeweils 1951), Artur Brauner (1955 und 1971), Arthur Cohn (1971 und 1998), Elías Querejeta (1978 und 1981), Michael Hausman (1980 und 1997) und Ada Solomon (2013 und 2021) sowie die sowjetische Produktionsfirma Mosfilm (1977 und 1987). Ang Lee (1993 und 1996) ist der einzige Regisseur, dessen Werke zweimal mit dem Goldenen Bären ausgezeichnet wurden.
Mehrfach konnte sich die Wettbewerbsjury in der Vergangenheit nicht auf einen Siegerfilm einigen, zuletzt 2002, als der Spielfilm Bloody Sunday sich den Goldenen Bären mit dem Zeichentrickfilm Chihiros Reise ins Zauberland teilte. Es war der zweite Sieg eines Zeichentrickfilms nach der Auszeichnung von Cinderella im Jahr 1951. Ebenfalls 1951 wurde mit Im Tal der Biber erstmals ein Dokumentarfilm preisgekrönt, dem erst 2016 mit Seefeuer, 2023 mit Auf der Adamant und 2024 mit Dahomey weiterer Dokumentarfilm-Siege folgen sollten.
Regisseure aus dem deutschsprachigen Kino waren erstmals 1951 erfolgreich, als Die Vier im Jeep des Schweizers Leopold Lindtberg gemeinsam mit vier weiteren Produktionen prämiert wurde. Ihm folgten die Deutschen Robert Siodmak (1955 für Die Ratten), Peter Lilienthal (1979 für David), Werner Schroeter (1980 für Palermo oder Wolfsburg), Rainer Werner Fassbinder (1982 für Die Sehnsucht der Veronika Voss), Rainer Simon (1985 für Die Frau und der Fremde), Reinhard Hauff (1986 für Stammheim) und Fatih Akin (2004 für Gegen die Wand).
Siege von Produktionen weiblicher Filmemacher blieben wie auch bei den Filmfestspielen von Cannes und Venedig Ausnahmen. Nachdem 1975 die Ungarin Márta Mészáros mit ihrem Drama Adoption den Goldenen Bären gewonnen hatte, folgten ihr 1977 die sowjetische Regisseurin Larissa Schepitko (Aufstieg), 2006 die Bosnierin Jasmila Žbanić (Esmas Geheimnis – Grbavica), 2009 die Peruanerin Claudia Llosa (Eine Perle Ewigkeit), 2017 die Ungarin Ildikó Enyedi (Körper und Seele), 2018 die Rumänin Adina Pintilie (Touch Me Not), 2022 die Spanierin Carla Simón (Alcarràs – Die letzte Ernte) und 2024 Mati Diop (Dahomey).
| Jahr                                                   | Originaltitel                                                  | Deutscher Titel                                  | Regie                                            | Produktion (Preisträger/-in)                              |
| Preisvergabe durch Publikumsjury (1951–1955)           | Preisvergabe durch Publikumsjury (1951–1955)                   | Preisvergabe durch Publikumsjury (1951–1955)     | Preisvergabe durch Publikumsjury (1951–1955)     | Preisvergabe durch Publikumsjury (1951–1955)              |
| ------------------------------------------------------ | -------------------------------------------------------------- | ------------------------------------------------ | ------------------------------------------------ | --------------------------------------------------------- |
| 1951 1                                                 | In Beaver Valley                                               | Im Tal der Biber                                 | James Algar                                      | Walt Disney                                               |
| 1951 1                                                 | Cinderella                                                     | Cinderella                                       | Wilfred Jackson                                  | Walt Disney                                               |
| 1951 1                                                 | Cinderella                                                     | Cinderella                                       | Hamilton Luske                                   | Walt Disney                                               |
| 1951 1                                                 | Cinderella                                                     | Cinderella                                       | Clyde Geronimi                                   | Walt Disney                                               |
| 1951 1                                                 | Justice est faite                                              | Schwurgericht                                    | André Cayatte                                    | Robert Dorfmann                                           |
| 1951 1                                                 | …Sans laisser d’adresse                                        | Ohne Angabe der Adresse                          | Jean-Paul Le Chanois                             | Robert Dorfmann                                           |
| 1951 1                                                 | Die Vier im Jeep                                               | Die Vier im Jeep                                 | Leopold Lindtberg                                | Lazar Wechsler                                            |
| 1952                                                   | Hon dansade en sommar                                          | Sie tanzte nur einen Sommer                      | Arne Mattsson                                    | Lennart Landheim                                          |
| 1953                                                   | Le salaire de la peur                                          | Lohn der Angst                                   | Henri-Georges Clouzot                            | Henri-Georges Clouzot                                     |
| 1954                                                   | Hobson’s Choice                                                | Herr im Haus bin ich                             | David Lean                                       | David Lean                                                |
| 1955                                                   | Die Ratten                                                     | Die Ratten                                       | Robert Siodmak                                   | Artur Brauner                                             |
| Preisvergabe durch internationale Fachjury (seit 1956) |                                                                |                                                  |                                                  |                                                           |
| 1956                                                   | Invitation to the Dance                                        | Einladung zum Tanz                               | Gene Kelly                                       | Arthur Freed                                              |
| 1957                                                   | 12 Angry Men                                                   | Die zwölf Geschworenen                           | Sidney Lumet                                     | Henry Fonda, Reginald Rose                                |
| 1958                                                   | Smultronstället                                                | Wilde Erdbeeren                                  | Ingmar Bergman                                   | Allan Ekelund                                             |
| 1959                                                   | Les cousins                                                    | Schrei, wenn du kannst                           | Claude Chabrol                                   | Claude Chabrol                                            |
| 1960                                                   | El lazarillo de Tormes                                         | Der Schelm von Salamanca                         | César Fernández Ardavín                          | César Fernández Ardavín                                   |
| 1961                                                   | La notte                                                       | Die Nacht                                        | Michelangelo Antonioni                           | Emanuele Cassuto                                          |
| 1962                                                   | A Kind of Loving                                               | Nur ein Hauch Glückseligkeit                     | John Schlesinger                                 | Joseph Janni                                              |
| 1963                                                   | 武士道残酷物語 (Bushidō zankoku monogatari)                    | Bushido – Schwur der Gehorsamkeit                | Tadashi Imai                                     | Kazuo Takimura                                            |
| 1963                                                   | Il diavolo                                                     | Amore in Stockholm                               | Gian Luigi Polidoro                              | Dino De Laurentiis, Giorgio Morra                         |
| 1964                                                   | Susuz yaz                                                      | Trockener Sommer                                 | Metin Erksan                                     | Ulvi Dogan                                                |
| 1965                                                   | Alphaville, une étrange aventure de Lemmy Caution              | Lemmy Caution gegen Alpha 60                     | Jean-Luc Godard                                  | André Michelin                                            |
| 1966                                                   | Cul-de-sac                                                     | Wenn Katelbach kommt…                            | Roman Polanski                                   | Gene Gutowski, Sam Waynberg                               |
| 1967                                                   | Le départ                                                      | Der Start                                        | Jerzy Skolimowski                                | Bronka Ricquier                                           |
| 1968                                                   | Ole dole doff                                                  | Raus bist du                                     | Jan Troell                                       | Bengt Forslund                                            |
| 1969                                                   | Rani radovi                                                    | Frühe Werke                                      | Želimir Žilnik                                   | Avala Film                                                |
| 1970                                                   | Preis nicht vergeben wegen Abbruch der Berlinale               | Preis nicht vergeben wegen Abbruch der Berlinale | Preis nicht vergeben wegen Abbruch der Berlinale | Preis nicht vergeben wegen Abbruch der Berlinale          |
| 1971                                                   | Il giardino dei Finzi Contini                                  | Der Garten der Finzi Contini                     | Vittorio De Sica                                 | Arthur Cohn, Gianni Hecht Lucari, Artur Brauner           |
| 1972                                                   | I racconti di Canterbury                                       | Pasolinis tolldreiste Geschichten                | Pier Paolo Pasolini                              | Alberto Grimaldi                                          |
| 1973                                                   | অশনি সংকেত (Ashani Sanket)                                        | Ferner Donner                                    | Satyajit Ray                                     | Sarbani Bhattacharya                                      |
| 1974                                                   | The Apprenticeship of Duddy Kravitz                            | Duddy will hoch hinaus                           | Ted Kotcheff                                     | John Kemeny                                               |
| 1975                                                   | Örökbefogadás                                                  | Adoption                                         | Márta Mészáros                                   | Mafilm/Hunnia Studio                                      |
| 1976                                                   | Buffalo Bill and the Indians, or Sitting Bull’s History Lesson | Buffalo Bill und die Indianer                    | Robert Altman                                    | Robert Altman                                             |
| 1977                                                   | Восхождение (Woßchoschdenie)                                   | Aufstieg                                         | Larissa Schepitko                                | Mosfilm                                                   |
| 1978 2                                                 | Las truchas                                                    | Die Forellen                                     | José Luis García Sánchez                         | Luis Megino                                               |
| 1978 2                                                 | Las palabras de Max                                            | Gespräche mit Max                                | Emilio Martínez Lázaro                           | Elías Querejeta                                           |
| 1979                                                   | David                                                          | David                                            | Peter Lilienthal                                 | Joachim von Vietinghoff                                   |
| 1980                                                   | Heartland                                                      | Land meines Herzens                              | Richard Pearce                                   | Beth Ferris, Michael Hausman                              |
| 1980                                                   | Palermo oder Wolfsburg                                         | Palermo oder Wolfsburg                           | Werner Schroeter                                 | Thomas Mauch, Eric Franck                                 |
| 1981                                                   | Deprisa, deprisa                                               | Los, Tempo!                                      | Carlos Saura                                     | Elías Querejeta                                           |
| 1982                                                   | Die Sehnsucht der Veronika Voss                                | Die Sehnsucht der Veronika Voss                  | Rainer Werner Fassbinder                         | Thomas Schühly                                            |
| 1983                                                   | Ascendancy                                                     | Im Schatten der Erinnerung                       | Edward Bennett                                   | Penny Clark                                               |
| 1983                                                   | La colmena                                                     | Der Bienenkorb                                   | Mario Camus                                      | José Luis Dibildos                                        |
| 1984                                                   | Love Streams                                                   | Love Streams                                     | John Cassavetes                                  | Menahem Golan, Yoram Globus                               |
| 1985                                                   | Die Frau und der Fremde                                        | Die Frau und der Fremde                          | Rainer Simon                                     | Manfred Renger                                            |
| 1985                                                   | Wetherby                                                       | Wetherby                                         | David Hare                                       | Simon Relph                                               |
| 1986                                                   | Stammheim                                                      | Stammheim                                        | Reinhard Hauff                                   | Eberhard Junkersdorf, Jürgen Flimm                        |
| 1987                                                   | Тема (Tema)                                                    | Das Thema                                        | Gleb Panfilow                                    | Mosfilm                                                   |
| 1988                                                   | 红高粱 (Hóng Gāoliang)                                         | Rotes Kornfeld                                   | Zhang Yimou                                      | Wu Tianming                                               |
| 1989                                                   | Rain Man                                                       | Rain Man                                         | Barry Levinson                                   | Mark Johnson                                              |
| 1990                                                   | Music Box                                                      | Music Box – Die ganze Wahrheit                   | Constantin Costa-Gavras                          | Irwin Winkler                                             |
| 1990                                                   | Skrivánci na niti                                              | Lerchen am Faden                                 | Jiří Menzel                                      | Karel Kochman                                             |
| 1991 3                                                 | La casa del sorriso                                            | Haus der Freuden                                 | Marco Ferreri                                    | Augusto Caminito, Giovanna Romagnoli                      |
| 1992                                                   | Grand Canyon                                                   | Grand Canyon – Im Herzen der Stadt               | Lawrence Kasdan                                  | Michael Grillo, Lawrence Kasdan, Charles Okun             |
| 1993                                                   | 香魂女 (Xiāng hún nǚ)                                          | Die Frauen vom See der unschuldigen Seelen       | Xie Fei                                          | Jing Yonglu                                               |
| 1993                                                   | 喜宴 (Xǐyàn)                                                   | Das Hochzeitsbankett                             | Ang Lee                                          | Ted Hope, James Schamus, Ang Lee                          |
| 1994                                                   | In the Name of the Father                                      | Im Namen des Vaters                              | Jim Sheridan                                     | Jim Sheridan                                              |
| 1995                                                   | L’appât                                                        | Der Lockvogel                                    | Bertrand Tavernier                               | Frédéric Bourboulon, René Cleitman                        |
| 1996                                                   | Sense and Sensibility                                          | Sinn und Sinnlichkeit                            | Ang Lee                                          | Lindsay Doran                                             |
| 1997                                                   | The People vs. Larry Flynt                                     | Larry Flynt – Die nackte Wahrheit                | Miloš Forman                                     | Oliver Stone, Janet Yang, Michael Hausman                 |
| 1998                                                   | Central do Brasil                                              | Central Station                                  | Walter Salles                                    | Arthur Cohn, Martine de Clermont-Tonnerre                 |
| 1999                                                   | The Thin Red Line                                              | Der schmale Grat                                 | Terrence Malick                                  | Robert Michael Geisler, Grant Hill, John Roberdeau        |
| 2000                                                   | Magnolia                                                       | Magnolia                                         | Paul Thomas Anderson                             | Paul Thomas Anderson, JoAnne Sellar                       |
| 2001                                                   | Intimacy                                                       | Intimacy                                         | Patrice Chéreau                                  | Charles Gassot                                            |
| 2002                                                   | 千と千尋の神隠し (Sen to Chihiro no kamikakushi)               | Chihiros Reise ins Zauberland                    | Hayao Miyazaki                                   | Toshio Suzuki                                             |
| 2002                                                   | Bloody Sunday                                                  | Bloody Sunday                                    | Paul Greengrass                                  | Mark Redhead                                              |
| 2003                                                   | In This World                                                  | In This World – Aufbruch ins Ungewisse           | Michael Winterbottom                             | Andrew Eaton, Anita Overland                              |
| 2004                                                   | Gegen die Wand                                                 | Gegen die Wand                                   | Fatih Akin                                       | Ralph Schwingel, Stefan Schubert                          |
| 2005                                                   | U-Carmen e-Khayelitsha                                         | U-Carmen                                         | Mark Dornford-May                                | Mark Dornford-May, Ross Garland                           |
| 2006                                                   | Grbavica                                                       | Esmas Geheimnis – Grbavica                       | Jasmila Žbanić                                   | Barbara Albert, Damir Ibrahimović, Bruno Wagner           |
| 2007                                                   | 图雅的婚事 (Túyǎ de hūnshì)                                    | Tuyas Hochzeit                                   | Wang Quan’an                                     | Yan Ju Gang                                               |
| 2008                                                   | Tropa de Elite                                                 | Tropa de Elite                                   | José Padilha                                     | José Padilha, Marcos Prado                                |
| 2009                                                   | La teta asustada                                               | Eine Perle Ewigkeit                              | Claudia Llosa                                    | Antonio Chavarrías, Claudia Llosa, José María Morales     |
| 2010                                                   | Bal                                                            | Bal – Honig                                      | Semih Kaplanoğlu                                 | Semih Kaplanoğlu, Johannes Rexin, Bettina Brokemper       |
| 2011                                                   | جدایی نادر از سیمین (Dschodai-ye Nader az Simin)               | Nader und Simin – Eine Trennung                  | Asghar Farhadi                                   | Asghar Farhadi                                            |
| 2012                                                   | Cesare deve morire                                             | Cäsar muss sterben                               | Paolo Taviani                                    | Grazia Volpi                                              |
| 2012                                                   | Cesare deve morire                                             | Cäsar muss sterben                               | Vittorio Taviani                                 | Grazia Volpi                                              |
| 2013                                                   | Poziția Copilului                                              | Mutter & Sohn                                    | Călin Peter Netzer                               | Călin Peter Netzer, Ada Solomon                           |
| 2014                                                   | 白日焰火 (Báirì yàn huǒ)                                       | Feuerwerk am helllichten Tage                    | Diao Yinan                                       | Vivian Qu, Wan Juan                                       |
| 2015                                                   | تاکسی (Taxi)                                                   | Taxi Teheran                                     | Jafar Panahi                                     | Jafar Panahi                                              |
| 2016                                                   | Fuocoammare                                                    | Seefeuer                                         | Gianfranco Rosi                                  | Paolo Del Brocco, Donatella Palermo                       |
| 2017                                                   | Testről és lélekről                                            | Körper und Seele                                 | Ildikó Enyedi                                    | Mónika Mécs, András Muhi, Ernő Mesterházy                 |
| 2018                                                   | Touch Me Not                                                   | Touch Me Not                                     | Adina Pintilie                                   | Bianca Oana, Philippe Avril, Adina Pintilie               |
| 2019                                                   | Synonymes                                                      | Synonymes                                        | Nadav Lapid                                      | Saïd Ben Saïd, Michel Merkt                               |
| 2020                                                   | شیطان وجود ندارد (Sheytan vojud nadarad)                       | Doch das Böse gibt es nicht                      | Mohammad Rasulof                                 | Mohammad Rasulof, Kaveh Farnam, Farzad Pak                |
| 2021                                                   | Babardeală cu bucluc sau porno balamuc                         | Bad Luck Banging or Loony Porn                   | Radu Jude                                        | Ada Solomon                                               |
| 2022                                                   | Alcarràs                                                       | Alcarràs – Die letzte Ernte                      | Carla Simón                                      | Maria Zamora, Stefan Schmitz, Sergi Moreno, Tono Folguera |
| 2023                                                   | Sur l’Adamant                                                  | Auf der Adamant                                  | Nicolas Philibert                                | Céline Loiseau, Gilles Sacuto, Miléna Poylo               |
| 2024                                                   | Dahomey                                                        | Dahomey                                          | Mati Diop                                        | Eve Robin, Judith Lou Lévy, Mati Diop                     |
| 2025                                                   | Drømmer                                                        | Oslo Stories: Träume                             | Dag Johan Haugerud                               | Yngve Sæther, Hege Hauff Hvattum                          |

### Bester Kurzfilm
| Jahr   | Originaltitel                                          | Deutscher Titel                                        | Regie                                            | Länge (in min.)                                  |
| ------ | ------------------------------------------------------ | ------------------------------------------------------ | ------------------------------------------------ | ------------------------------------------------ |
| 1955 1 | Zimmerleute des Waldes                                 | Zimmerleute des Waldes                                 | Heinz Sielmann                                   | k. A.                                            |
| 1956   | Paris la nuit                                          | Die Nacht in Paris                                     | Jacques Baratier                                 | 23’                                              |
| 1957   | Gente lontana                                          | Menschen in der Ferne                                  | Lionetto Fabbri                                  | k. A.                                            |
| 1958   | La lunga raccolta                                      | Olivenernte in Kalabrien                               | Lionetto Fabbri                                  | 22’                                              |
| 1959   | Prijs de zee                                           | Lobet das Meer                                         | Herman van der Horst                             | 24’                                              |
| 1960   | Le songe des chevaux sauvages                          | Der Traum der wilden Pferde                            | Denys Colomb de Daunant                          | 11’                                              |
| 1961   | Gesicht von der Stange?                                | Gesicht von der Stange?                                | Raimond Rühl                                     | 12’                                              |
| 1962   | De werkelijkheid van Karel Appel                       | Der Maler Karel Appel                                  | Jan Vrijman                                      | 15’                                              |
| 1963   | Bouwspelement                                          | Bauimpressionen                                        | Charles Huguenot van der Linden                  | 18’                                              |
| 1964   | Kirdi                                                  | Kirdi                                                  | Max Lersch                                       | 25’                                              |
| 1965   | Yeats Country                                          | Die Heimat des Dichters Yeats                          | Patrick Carey                                    | 18’                                              |
| 1966   | Knud                                                   | Knud                                                   | Jørgen Roos                                      | 31’                                              |
| 1967   | Through the Eyes of a Painter                          | Impressionen                                           | M. F. Hussain                                    | 18’                                              |
| 1968   | Portrait Orson Welles                                  | Portrait Orson Welles                                  | François Reichenbach Frédéric Rossif             | 41’                                              |
| 1969   | To See Or Not To See                                   | To See Or Not To See                                   | Bretislav Pojar                                  | 15’                                              |
| 1970   | Preis nicht vergeben wegen Abbruch der Berlinale       | Preis nicht vergeben wegen Abbruch der Berlinale       | Preis nicht vergeben wegen Abbruch der Berlinale | Preis nicht vergeben wegen Abbruch der Berlinale |
| 1971   | 1501 1/2                                               | Das Apartment                                          | Paul B. Price                                    | k. A.                                            |
| 1972   | Flyaway                                                | Flyaway                                                | Robin Lehman                                     | 11’                                              |
| 1973   | Colter’s Hell                                          | Colters Hölle                                          | Robin Lehman                                     | 12’                                              |
| 1974   | The Concert                                            | Das Konzert                                            | Claude Chagrin                                   | 12’                                              |
| 1975   | See                                                    | See                                                    | Robin Lehman                                     | 15’                                              |
| 1976   | Horu – Munakata shiko no sekai                         | Munakata der Holzschnitzer                             | Takeo Yanagawa                                   | 36’                                              |
| 1977   | Ortsfremd … wohnhaft vormals Mainzer Landstraße        | Ortsfremd … wohnhaft vormals Mainzer Landstraße        | Hedda Rinneberg Hans Sachs                       | 12’                                              |
| 1978   | Co jsme udelali slepícim                               | Was haben wir den Hennen getan?                        | Josef Hekrdle Vladimír Jiránek                   | 06’                                              |
| 1979   | Ubu                                                    | Ubu                                                    | Geoff Dunbar                                     | 18’                                              |
| 1980   | Hlavy                                                  | Köpfe                                                  | Petr Sís                                         | 08’                                              |
| 1981   | History Of The World In Three Minutes Flat             | Weltgeschichte in genau drei Minuten                   | Michael Mills                                    | 04’                                              |
| 1982   | Loutka, pritel cloveka                                 | Die Puppe, Freund des Menschen                         | Ivan Renc                                        | 07’                                              |
| 1983   | Možnosti Dialogu                                       | Die Möglichkeiten des Dialogs                          | Jan Švankmajer                                   | 11’                                              |
| 1984   | Cykelsymfonien                                         | Fahrrad-Symphonie                                      | Åke Sandgren                                     | 09’                                              |
| 1985   | Nr. 1 – Aus Berichten der Wach- und Patrouillendienste | Nr. 1 – Aus Berichten der Wach- und Patrouillendienste | Helke Sander                                     | 10’                                              |
| 1986   | Tom Goes To The Bar                                    | Tom geht in die Kneipe                                 | Dean Parisot                                     | 10’                                              |
| 1987   | Curriculum vitae                                       | k. A.                                                  | Pavel Koutsky                                    | 09’                                              |
| 1988   | Oblast                                                 | Die Macht                                              | Zdravko Barisic                                  | 02’                                              |
| 1989   | Pas à deux                                             | Pas à deux                                             | Monique Renault Gerrit van Dijk                  | 06’                                              |
| 1990   | Mistertao                                              | Mistertao                                              | Bruno Bozzetto                                   | 03’                                              |
| 1991   | Six Point Nine                                         | Sechs Komma Neun                                       | Dan Bootzin                                      | 08’                                              |
| 1992   | Preis nicht vergeben                                   | Preis nicht vergeben                                   | Preis nicht vergeben                             | Preis nicht vergeben                             |
| 1993   | Bolero                                                 | Bolero                                                 | Ivan Maximov                                     | 06’                                              |
| 1994   | Hamu                                                   | Asche                                                  | Ferenc Cakó                                      | 06’                                              |
| 1995   | Repete                                                 | Repeat                                                 | Michaela Pavlátová                               | 08’                                              |
| 1996   | Pribitie poezda                                        | Die Ankunft des Zuges                                  | Andrei Schelesnjakow                             | 09’                                              |
| 1997   | Senaste nytt                                           | The Latest News                                        | Per Carleson                                     | 03’                                              |
| 1998   | I Move So I Am                                         | I Move So I Am                                         | Gerrit van Dijk                                  | 08’                                              |
| 1999   | Faraon                                                 | Pharao                                                 | Sergei Michailowitsch Owtscharow                 | 10’                                              |
| 1999   | Masks                                                  | Masks                                                  | Piotr Karwas                                     | 05’                                              |
| 2000   | Hommage à Alfred Lepetit                               | Hommage an Alfred Lepetit                              | Jean Rousselot                                   | 09’                                              |
| 2001   | Âme Noire                                              | Black Soul                                             | Martine Chartrand                                | 10’                                              |
| 2002   | At Dawning                                             | At Dawning                                             | Martin Jones                                     | 10’                                              |
| 2003   | (A)Torzija                                             | (A)Torsion                                             | Stefan Arsenijević                               | 15’                                              |
| 2004   | Un cartus de kent si un pachet de cafea                | Cigarettes and Coffee                                  | Cristi Puiu                                      | 13’                                              |
| 2005   | Milk                                                   | Milk                                                   | Peter Mackie Burns                               | 10’                                              |
| 2006   | Aldrig som första gangen!                              | Nie wie beim ersten Mal!                               | Jonas Odell                                      | 15’                                              |
| 2007   | Raak                                                   | Treffer                                                | Hanro Smitsman                                   | 10’                                              |
| 2008   | O zi buna de plaja                                     | Ein schöner Tag zum Schwimmen                          | Bogdan Mustata                                   | 10’                                              |
| 2009   | Please Say Something                                   | Please Say Something                                   | David O’Reilly                                   | 10’                                              |
| 2010   | Händelse vid bank                                      | Zwischenfall vor einer Bank                            | Ruben Östlund                                    | 12’                                              |
| 2011   | Paranmanjang                                           | Nachtangeln                                            | Park Chan-wook Park Chan-kyong                   | 33’                                              |
| 2012   | Rafa                                                   | k. A.                                                  | João Salaviza                                    | 25’                                              |
| 2013   | La fugue                                               | Die Ausreißerin                                        | Jean-Bernard Marlin                              | 22’                                              |
| 2014   | Tant qu’il nous reste des fusils à pompe               | Solange uns Pumpguns bleiben                           | Caroline Poggi Jonathan Vinel                    | 30’                                              |
| 2015   | Hosanna                                                | k. A.                                                  | Na Young-kil                                     | 25’                                              |
| 2016   | Balada de um Batráquio                                 | Ballade der Batrachia                                  | Leonor Teles                                     | 11’                                              |
| 2017   | Cidade Pequena                                         | Kleine Stadt                                           | Diogo Costa Amarante                             | 19’                                              |
| 2018   | The Men Behind the Wall                                | k. A.                                                  | Ines Moldavsky                                   | 28’                                              |
| 2019   | Umbra                                                  | Umbra                                                  | Florian Fischer Johannes Krell                   | 20’                                              |
| 2020   | T                                                      | T                                                      | Keisha Rae Witherspoon                           | 14’                                              |
| 2021   | Nanu Tudor                                             | k. A.                                                  | Olga Lucovnicova                                 | 20’                                              |
| 2022   | Trap                                                   | k. A.                                                  | Anastassija Weber                                | 20’                                              |
| 2023   | Les chenilles                                          | k. A.                                                  | Michelle Keserwany, Noel Keserwany               | 30’                                              |
| 2024   | Un movimiento extraño                                  | k. A.                                                  | Francisco Lezama                                 | 22’                                              |
| 2025   | Lloyd Wong, Unfinished                                 | k. A.                                                  | Lesley Loksi Chan                                | 29’                                              |